# Fighting Demons
Fighting Demons — четвёртый студийный альбом американского рэпера Juice WRLD. Он был выпущен на лейблах Grade A Productions и Interscope Records 10 декабря 2021 года. Альбом содержит гостевые участия от Джастина Бибера, Polo G, Trippie Redd, Suga, участника бойбенда BTS и скит от Эминема. Он является вторым посмертным альбомом и при этом саундтреком к документальному фильму Juice WRLD: Into the Abyss, который вышел 16 декабря.

## История
11 ноября 2021 года Кармелия Хиггинс, мама Juice WRLD, анонсировала альбом. За день до выхода, 9 декабря, были опубликованы обложка и трек-лист.

## Синглы
Первый сингл «Already Dead» был выпущен 11 ноября 2021 года вместе с анонсом альбома. «Wandered to LA» совместно с канадским певцом Джастином Бибером, выпущенный 3 декабря 2021, является вторым синглом с Fighting Demons.

## Оценки
| Совокупная оценка | Совокупная оценка |
| Источник          | Оценка            |
| ----------------- | ----------------- |
| Metacritic        | 74/100            |
| Оценки критиков   |                   |
| Источник          | Оценка            |
| Clash             | 5/10              |
| HipHopDX          | 3.6/5             |
| NME               | [ 8 ]             |
| Rolling Stone     | [ 9 ]             |

А. Д. Амороси из Variety похвалил приглашённых артистов на Fighting Demons, причём куплеты Джастина Бибера и Сюги являются его фаворитами. Он упомянул, что альбом выделяется среди других посмертных проектов, потому что, для сравнения, в нём «на удивление (и к счастью) мало гостевых участий». Кианн-Сиан Уильямс, писавший для NME, дал проекту оценку 4/5 звёзд, сославшись на то, что Fighting Demons «показывает другую сторону Juice WRLD, которую никогда не показывали достаточно, пока он был жив», и что проекту удаётся углубить его повествование.

## Список композиций
| №                   | Название                                         | Автор(ы)                                                                         | Продюсер(ы)                                        | Длительность |
| ------------------- | ------------------------------------------------ | -------------------------------------------------------------------------------- | -------------------------------------------------- | ------------ |
| 1.                  | «Burn»                                           | Jarad Higgins Leland Wayne                                                       | Metro Boomin                                       | 3:37         |
| 2.                  | «Already Dead»                                   | Higgins Nicholas Mira Dorien Theus                                               | Ник Мира Sidepce                                   | 3:51         |
| 3.                  | «You Wouldn’t Understand»                        | Higgins Filip Gežin Nils Noehden Max Lord Nedim Melkic                           | Gezin Nils Lord                                    | 2:50         |
| 4.                  | «Wandered to LA» (совместно с Джастином Бибером) | Higgins Justin Bieber Louis Bell Bernard Harvey Omer Fedi                        | Bell Harv                                          | 3:08         |
| 5.                  | «Eminem Speaks»                                  | Higgins Marshall Mathers                                                         |                                                    | 2:13         |
| 6.                  | «Rockstar in His Prime»                          | Higgins Tyler Williams                                                           | T-Minus                                            | 3:00         |
| 7.                  | «Doom»                                           | Higgins David Biral Denzel Baptiste Blake Slatkin                                | Take a Daytrip                                     | 3:37         |
| 8.                  | «Go Hard»                                        | Higgins Keegan Bach                                                              | KBeaZy                                             | 2:14         |
| 9.                  | «Juice Wrld Speaks»                              | Higgins                                                                          |                                                    | 1:29         |
| 10.                 | «Not Enough»                                     | Higgins Lukasz Gottwald Bach Justin Craig Pierre DeJournette Christopher Barnett | Dr. Luke KBeaZy Jay Craig PD                       | 2:51         |
| 11.                 | «Feline» (совместно с Polo G и Trippie Redd)     | Higgins Taurus Bartlett Michael White II Mira Theus                              | Мира Sidepce                                       | 3:32         |
| 12.                 | «Relocate»                                       | Higgins Mira                                                                     | Мира                                               | 3:28         |
| 13.                 | «Juice Wrld Speaks 2»                            | Higgins Masamune Kudo                                                            | Rex Kudo                                           | 3:10         |
| 14.                 | «Until the Plug Comes Back Around»               | Higgins Gežin Lord Andrew Migliore Jack Cohen-Mungan                             | Gezin Lord No Love for the Middle Child Audio Jacc | 2:53         |
| 15.                 | «From My Window»                                 | Higgins Mira Ryan Vojtesak                                                       | Mira Charlie Handsome                              | 3:07         |
| 16.                 | «Girl of My Dreams» (совместно с Suga из BTS)    | Higgins Min Yoon-gi J. Aujla Joshua Jaramillo Karim El-Ziftawi Max Lord          | Jaegen Josh J Kookoo Max Lord                      | 3:46         |
| 17.                 | «Feel Alone»                                     | Higgins Miguel Curtidor                                                          | Danny Wolf                                         | 3:50         |
| 18.                 | «My Life in a Nutshell»                          | Higgins Mira                                                                     | Мира                                               | 3:09         |
| Общая длительность: | Общая длительность:                              | Общая длительность:                                                              | Общая длительность:                                | 55:45        |

| №                   | Название            | Автор(ы)            | Продюсер            | Длительность |
| ------------------- | ------------------- | ------------------- | ------------------- | ------------ |
| 8.                  | «Go Hard 2.0»       | Хиггинс Мира        | KBeaZy              | 3:35         |
| Общая длительность: | Общая длительность: | Общая длительность: | Общая длительность: | 59:20        |

| №                   | Название            | Автор(ы)            | Продюсер            | Длительность |
| ------------------- | ------------------- | ------------------- | ------------------- | ------------ |
| 3.                  | «Cigarettes»        | Higgins Mira        | Мира                | 3:47         |
| Общая длительность: | Общая длительность: | Общая длительность: | Общая длительность: | 63:07        |

| №                   | Название            | Автор(ы)                                        | Продюсер(ы)              | Длительность |
| ------------------- | ------------------- | ----------------------------------------------- | ------------------------ | ------------ |
| 5.                  | «Sometimes»         | Higgins Curtidor Subhaan Rahman Othello Houston | Danny Wolf Haan Otxhello | 4:39         |
| 22.                 | «Rich and Blind»    | Higgins Mira                                    | Мира                     | 3:09         |
| 23.                 | «Legends»           | Higgins Biral Baptiste Russell Chell            | Take a Daytrip Chell     | 3:12         |
| Общая длительность: | Общая длительность: | Общая длительность:                             | Общая длительность:      | 74:36        |

Сэмплы
- «You Wouldn’t Understand» содержит сэмпл трека «Nobody’s Around», написанного YNW Melly, Murda Beatz, Нилсом Ноденом и Nedo

## Чарты
| Чарт (2021)                          | Высшая позиция |
| ------------------------------------ | -------------- |
| США (Billboard 200)                  | 2              |
| Австралия (ARIA)                     | 7              |
| Бельгия/Фландрия (Ultratop)          | 10             |
| Бельгия/Валлония (Ultratop)          | 83             |
| Нидерланды (Album Top 100)           | 5              |
| Германия (Offizielle Top 100)        | 21             |
| Ирландия (Irish Albums Chart)        | 12             |
| Италия (FIMI)                        | 51             |
| Литва (AGATA)                        | 5              |
| Новая Зеландия (RMNZ)                | 4              |
| Норвегия (VG-lista)                  | 5              |
| Швеция (Sverigetopplistan)           | 13             |
| Великобритания (UK Albums Chart)     | 8              |
| Великобритания (UK R&B Albums Chart) | 22             |

## Сертификации
| Регион                                                                      | Сертификация | Продажи |
| --------------------------------------------------------------------------- | ------------ | ------- |
| Великобритания (BPI)                                                        | Серебряный   | 60 000  |
| Данные о продажах + прослушиваниях приведены только на основе сертификации. |              |         |

### Комментарии
1. ↑  «Rich and Blind» и «Legends» впервые были выпущены как мини-альбом Too Soon.. 22 июня 2018, но были добавлены в Fighting Demons 18 марта 2022.